# 대결 (2016년 영화)
"대결"은 2016년에 개봉한 대한민국의 영화이다.

## 캐스팅
- 이주승 : 최풍호 역
- 오지호 : 한재희 역
- 이정진 : 최강호 역
- 신정근 : 황 노인 역
- 손은서 : 소은 역
- 이규희 : 정란 역
- 임소미 : 윤지 역
- 서세영 : 사형도수 역
- 박준성 : 사망유희 역
- 박준범 : 소권괴초 역
- 안혜상 : 동방불패 역
- 서진원 : 형사팀장 역
- 강승완 : 태수 역
- 이세랑 : 통장아주머니 역
- 이규희 : 정란 역
- 서세명 : 사형도수 역
- 안혜상 : 동방불패 역
- 드위 압둘 루프 : 드위 역
- 체리쉬 라미레즈 : 드위 여자 친구 역
- 강신철 : 형사 1 역
- 박광복 : 형사 2 역
- 김도겸 : 형사 3 역
- 김진엽 : 소매치기범 역
- 전혜인 : 민아 역
- 권태호 : 재희폐건물상대 역
- 서혜진 : 재희비서 역
- 주석태 : 재희변호사 1 역
- 김서지 : 재희변호사 2 역
- 최이준 : 보안팀직원 1 역
- 김주한 : 보안팀직원 2 역
- 주인철 : 응급실 의사 역
- 이윤규 : 응급실 간호사 1 역
- 이시원 : 응급실 간호사 2 역
- 홍다미 : 강호 부인 역
- 김동훈 : 순경 1 역
- 조훈휘 : 순경 2 역
- 지윤성 : 순경 3 역
- 임효우 : 복싱장관장 역
- 이지연 : 복싱장단원 역
- 김승진 : 복싱장단원 역
- 손상웅 : 복싱장단원 역
- 이건일 : 복싱장단원 역
- 이은국 : 복싱장단원 역
- 김재진 : 복싱장단원 역
- 정우성 : 복싱장단원 역
- 김민수 : 복싱장단원 역
- 권혁석 : 특공무술관장 역
- 이대겸 : 태권도장관장 역
- 원종철 : 태권도장단원 역
- 김철희 : 태권도장단원 역
- 천은경 : 태권도장단원 역
- 김준형 : 태권도장단원 역
- 신범식 : 유도장관장 역
- 김현식 : 유도장 남 역
- 김철구 : 양두철두목 역
- 안현준 : 남자 아나운서 역
- 박주혜 : 여자아나운서 역
- 조민정 : 마트 계산원 역
- 홍부향 : 거리중년부인 역
- 김린아 : 클럽녀 역
- 성정화 : 클럽녀 역
- 홍민혜 : 클럽녀 역
- 지희영 : 클럽녀 역
- 조은하 : 클럽녀 역
- 박인영 : 클럽녀 역
- 최상아 : 클럽녀 역
- 김난영 : 클럽녀 역
- 김아론 : 클럽녀 역
- 김소연 : 클럽녀 역
- 이정민 : 클럽녀 역
- 김수은 : 클럽녀 역
- 이영재 : 클럽녀 역
- 최시은 : 클럽녀 역
- 설총 : 클럽남 역
- 황진호 : 클럽남 역
- 이상무 : 클럽남 역
- 설민영 : 클럽DJ 역
- 전윤민 : 클럽 섹시녀 역
- 이새윤 : 아나운서 역
- 김효민 : 재희회사팀장 역
- 정기성 : 현미브로커 (목소리) 역
- 이새윤 : 아나운서 (목소리) 역
- 이상국 : 아나운서 (목소리) 역
- 정기성 : 현피 브로커 역
- 이영설 : 의사 (목소리) 역
- 성완경 : 구청공무원 (목소리) 역
- 임택승 : 판사 (목소리) 역
- 임창정 : 편의점 알바 역 (특별출연)
- 안솔빈 : 정란동료 역 (특별출연)